# Vizcondado de San Rafael de la Angostura
El Vizcondado de San Rafael de la Angostura fue un título nobiliario español, creado hacia 1762 por el rey Carlos III de España a favor del teniente José de Guzmán, en recompensa por fundar la villa fortificada de San Rafael de la Angostura, en la isla de Santo Domingo.
El primer vizconde falleció en 1791 siendo su heredero, su sobrino menor de edad, José de Guzmán y Saldaña, hijo de su hermano Vicente. Durante la insurrección de los esclavos de Saint Domingue, San Rafael de la Angostura fue arrasada y el II Vizconde se refugió en Cuba, donde vivió hasta su muerte, sumido en la miseria.
Este fue uno de los cuatro títulos nobiliarios españoles concedidos en territorios de Santo Domingo, los otros son: el Ducado de la Vega, el Marquesado de las Carreras y la Baronía de San Miguel de la Atalaya. Todos están caducados a excepción del Ducado de la Vega, perteneciente a don Ángel Santiago Colón de Carvajal y Mandalúniz, descendiente directo de Cristóbal Colón.

## Vizcondes de San Rafael de la Angostura
|                         | Titular                   | Periodo                 |
| Creación por Carlos III | Creación por Carlos III   | Creación por Carlos III |
| ----------------------- | ------------------------- | ----------------------- |
| I                       | José de Guzmán y Meléndez | ca.1762 – ca.1791       |
| II                      | José de Guzmán y Saldaña  | 1793 – 1844             |

## Historia de los vizcondes de San Rafael de la Angostura
- José de Guzmán y Meléndez (Hincha, ca.1740 - San Miguel de la Atalaya, ca.1791), I Vizconde de San Rafael de la Angostura, I Barón de San Miguel la Atalaya. Nació en la villa de Hincha. Fue teniente de milicias.

1. Casó con Gregoria de Luna, sin descendencia.[1][4]

- José de Guzmán y Saldaña (Hincha, 1774 - Santiago de Cuba, 1844), II Vizconde de San Rafael de la Angostura, II Barón de San Miguel de la Atalaya. Hijo del alférez Vicente de Guzmán y de Mª. Felicita Saldaña. Sobrino del I Vizconde.

1. Casó con Josefa de Araújo Reyes, de esta unión nacieron:[4]

* Miguel de Guzmán y Araújo
* Manuel de Guzmán y Araújo
* Luis María de Guzmán y Araújo (Santiago de Cuba, 1809 – ?)
* María del Carmen de Guzmán y Araújo (Santiago de Cuba, 1812 – ?)